# Château de Montalet (Molières-sur-Cèze)
Pour les articles homonymes, voir Château de Montalet.
Ne doit pas être confondu avec Château de Montalet (Issou).
Le  château de  Montalet  est un château situé sur la commune française de Molières-sur-Cèze, dans le département du Gard et en région  Occitanie.

## Historique
Le  château de  Montalet a été construit au Moyen Âge sur un promontoire surplombant le vallée de la Cèze. Il culmine à 275 m en bordure de l'ancien village minier de Molières-sur-Cèze. On suppose qu’il servait de lieu de surveillance entre la voie Régordane et l’accès à la vallée de l’Ardèche.
Des actes en latin de 1199 et 1202 nous apprennent que depuis les temps les plus reculés, le château fut possédé par la famille de Bérard de Montalet. Au XIIIe siècle Arnaud II de Bérard de Montalet, assiégé dans son château par le comte de Montfort-L’Amaury met le feu à la forteresse qui est ensuite reconstruite.
Une restauration du château est active depuis 1984, et progresse régulièrement.

## Description
Les remparts du château, dépourvu de donjon, étaient flanqués de sept tours. La forme au sol représente l’aile d’un oiseau. L’entrée dans le donjon se fait à travers une barbacane qui met l’assaillant plusieurs fois sous le feu des défenseurs.
Sa superficie est très proche d’un hectare. Le partage de 1248 entre les frères Arnault et Bertrand de Montalet mentionne plusieurs habitations, tours, portes, chemin carrossable et conforte la présence d’un village dans l’enceinte du château.
Hélas le temps et les hommes ont mis à mal les constructions, il subsiste aujourd’hui la salle du seigneur (ses appartements), la salle à grains (la réserve du château), la salle d'honneur, la salle de réception (anciennement la salle de garde), le donjon et la citerne. Les eaux pluviales étaient acheminées des toits vers la citerne au moyen d'une conduite en pierre accolée à un mur.
Le château, son enceinte et l'habitat de Montalet sont inscrits à l'inventaire supplémentaire des monuments historiques par arrêté du 25 juillet 1997.

## Campagne de restauration
Des chantiers de restauration permettent, à Pâques et en été, aux membres de l’Association pour la Sauvegarde du Château de Montalet de transmettre un savoir-faire. Ces jeunes viennent du monde entier par l’intermédiaire de l'Union Rempart. Les différents ateliers proposés lors du stage sont limités aux alentours de douze bénévoles pour cinq encadrants.
Tous les premiers samedi du mois, le château accueille entre 20 et 25 personnes. Les journées sont de plus en plus efficaces car les techniques de restauration sont maintenant maîtrisées par ces habitués. Il faut ajouter aussi tous les jeudis une équipe de taille de pierre entre 6 et 8 personnes devenues des spécialistes du layage, et durant l’hiver un atelier de confection de vitraux pour les fenêtres du donjon.
Depuis de nombreuses années l’association s’entoure des établissements scolaires tels que l’école des mines d’Alès, pour l’étude du sentier géologique et des fermes de la salle des blasons, le lycée technique de la Salle d’Alès avec des interventions régulières de différentes sections BTS, BAC technologiques et professionnels pour le déblaiement de ruines, transport de matériaux, confection de dalle ferraillée et réalisation de l’éclairage de diverses pièces. Pour terminer, le lycée Frédéric Mistral de Nîmes intervient sur la section taille de pierre pour la restauration des fenêtres à meneaux.

## Visite
Le château est ouvert à la visite. Un sentier botanique et un sentier géologique, balisés, permettent d'y accéder : ils utilisent le PR7 du  PDIPR (plan départemental des itinéraires de petites randonnées) du Gard. L'accès au château se fait aussi par Saint-Ambroix, à pied ou en VTT.
Chaque été depuis 1995, une fête médiévale est organisée le deuxième dimanche d'août.